# Arquidiócesis de Jartum
La arquidiócesis de Jartum (en latín: Archidioecesis Khartumen(sis) y en árabe: الأبرشية الرومانية الكاثوليكية في الخرطوم‎) es una circunscripción eclesiástica de la Iglesia católica en Sudán. Se trata de una arquidiócesis latina, sede metropolitana de la provincia eclesiástica de Jartum. Desde el 10 de diciembre de 2016 su arzobispo es Michael Didi Adgum Mangoria.

## Territorio y organización

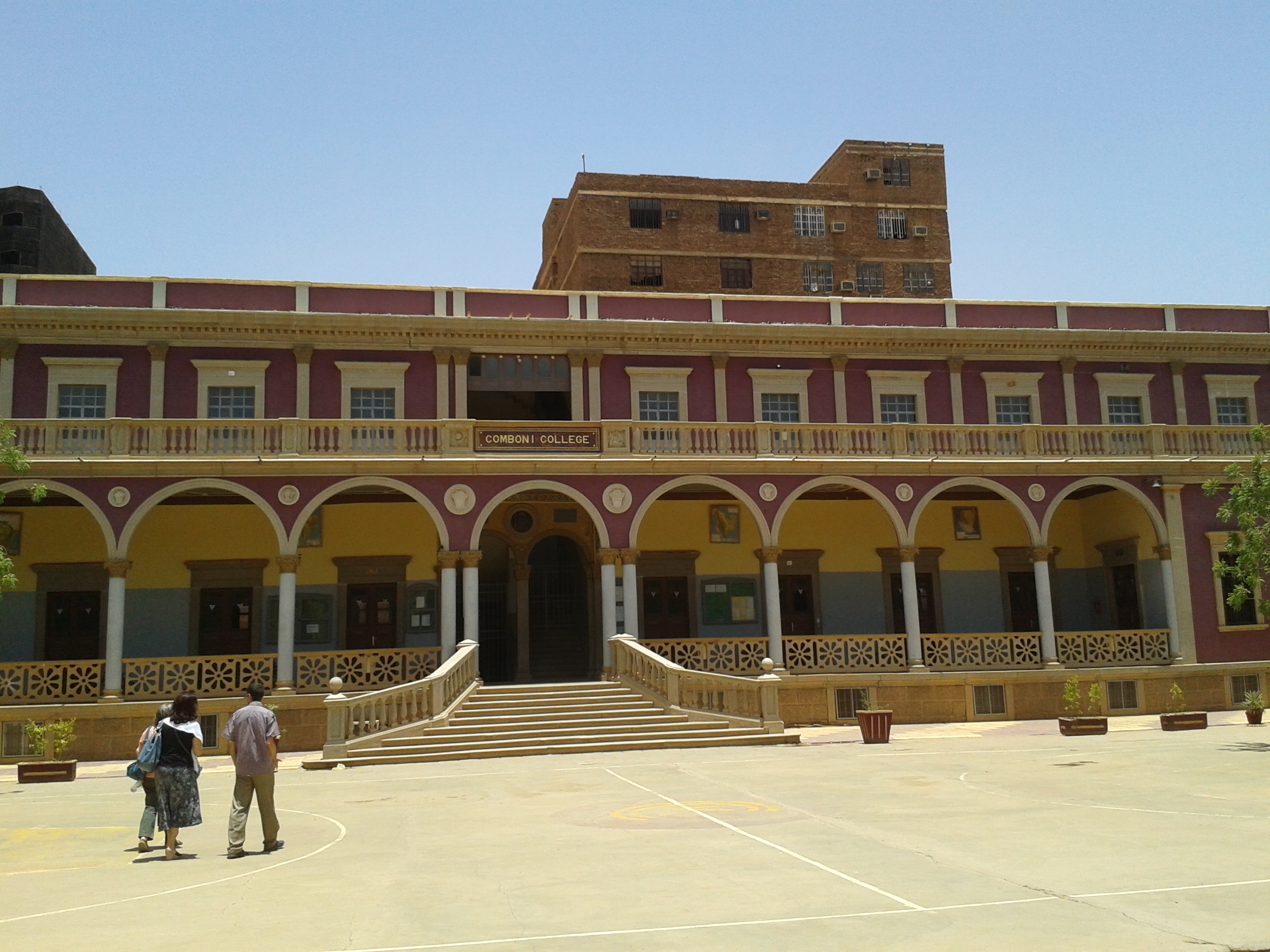
El Comboni College de Jartum

La diócesis tiene 1 136 200 km² y extiende su jurisdicción sobre los fieles católicos de rito latino residentes en los siguientes 10 estados de Sudán: Nilo Azul, Sennar, Nilo Blanco, Gezira, Gadarif, Jartum, Kasala, Mar Rojo, Río Nilo y Norte.
La sede de la arquidiócesis se encuentra en la ciudad de Jartum, en donde se halla la Catedral de San Mateo.
La arquidiócesis tiene como sufragánea a la diócesis de El Obeid.
En 2023 en la arquidiócesis existían 27 parroquias.
Los arzobispos de Jartum son miembros de derecho de la Conferencia de Obispos Latinos en las Regiones Árabes. 

## Historia
El vicariato apostólico de África Central fue erigido el 3 de abril de 1846 mediante el breve Ex debito pastoralis del papa Gregorio XVI, con territorio tomado del vicariato apostólico de Egipto y Arabia (hoy vicariato apostólico de Alejandría de Egipto). Los límites fijados eran al este el vicariato apostólico de Egipto y la prefectura apostólica de Abisinia; al norte la prefectura apostólica de Trípoli, el vicariato apostólico de Túnez y la diócesis de Argel; al oeste la prefectura apostólica de las Dos Guineas; y al sur las desconocidas montañas de la Luna. En ese tiempo no se conocía en Europa el interior de África (lo que se llamaba "África Central") y estas montañas se ponían en los mapas como una larga cadena latitudinal que se internaba en el continente desde el sur de Etiopía hasta cerca de Sierra Leona, siguiendo los escritos de Claudio Ptolomeo que daba por válido el relato de comerciante griego Diógenes que dijo haberlas visto como la fuente del río Nilo. Los límites entonces, eran casi por todos lados completamente indefinidos e imaginarios, ya que tampoco estaban definidos los límites de las circunscripciones mencionadas, especialmente las Dos Guineas.
La fundación del nuevo vicariato apostólico se debió principalmente al interés de un canónigo maltés, Annetto Casolani, y del rector del Colegio Urbaniano de Roma, el jesuita polaco Maksymilian Ryłło. Casolani fue nombrado primer vicario apostólico y consagrado obispo el 24 de mayo de 1846 con el título de Mauricastro. Como era costumbre en ese momento, la nueva fundación se colocó bajo la protección del Gobierno austrohúngaro.
Los inicios del vicariato apostólico no fueron fáciles. La extrema cautela con la que Casolani actuó y su excesiva demora en iniciar la misión convencieron a la Santa Sede de que Annetto Casolani no era el hombre adecuado para esta empresa, y de hecho lo obligaron a dimitir cuando ya se hallaba en Egipto. El vicariato apostólico se confió entonces a los provicarios, de origen austrohúngaro, que fueron los verdaderos fundadores de la misión: Maksymilian Ryłło (23 de abril de 1847-17 de junio de 1848), Ignazio Knoblecher (agosto de 1851-abril de 1858), Matteo Kirchner (15 de mayo de 1859-26 de agosto de 1861) y Giovanni Reinthaler (1 de diciembre de 1861-30 de abril de 1862), quienes se instalaron en el actual Sudán del Sur.
Entre los misioneros del Imperio de los Habsburgo presentes en África, 46 de los cuales murieron a causa del clima, también había algunos italianos, iniciados en la misión por el sacerdote veronés Nicola Mazza, entre ellos Daniele Comboni, Giovanni Beltrame, Alessandro Dal Bosco, Francesco Oliboni y Angelo Melotto, que llegaron a Sudán a finales de 1857. Ante la masacre de los misioneros y la escasez de los resultados obtenidos, la Santa Sede decidió en 1862 suspender temporalmente el envío de misioneros. Mientras tanto Comboni, que volvió de África en 1859 por graves problemas de salud, fundó en Verona los institutos de las Misioneras del Corazón de Jesús y de las Madres Pías de África, con quienes inició un vasto programa de evangelización en África central. El 26 de mayo de 1872, después de 10 años de vacante, la Santa Sede nombró provicario a Comboni, y luego, el 31 de julio de 1877, vicario apostólico, con el título de Claudiópolis de Isauria.
Mientras tanto, el 6 de agosto de 1868 el vicariato apostólico de África Central cedió una parte de su territorio para la erección de la prefectura apostólica del Sáhara y Sudán (hoy arquidiócesis de Bamako), fijando el límite entre ambos en el meridiano 10° E. Comboni fundó las misiones de El Obeid (septiembre de 1873), Berber (noviembre de 1874), Delen en Nubia (1875) y Geref (1878); en esta última misión fundó un pueblo cristiano, inspirado en las reducciones jesuíticas del Paraguay. Murió en Jartum el 10 de octubre de 1881.
La guerra mahdista, que duró casi 20 años (1881-1899), asoló la región y acabó con casi todas las misiones católicas en Sudán, provocando la muerte de muchos misioneros. Sólo a finales del siglo XIX se pudo reanudar la labor de los misioneros: sólo quedaban un centenar de cristianos, pero las conversiones continuaban a un ritmo creciente, especialmente en el sur de Sudán, donde la presencia árabe y musulmana era menor.
A medida que avanzaba la misión, la Santa Sede sustrajo del vicariato apostólico de África Central importantes porciones de territorio para erigir nuevas circunscripciones eclesiásticas o de circunscripciones eclesiásticas ya existentes. El 27 de octubre de 1880 se erigió el vicariato apostólico de Nyanza y el 13 de septiembre de 1894 la prefectura apostólica de Eritrea; el 16 de junio de 1910 la parte sur fue cedida a la prefectura apostólica de Uéllé; el 14 de febrero de 1911 otra parte del territorio fue cedida a la prefectura apostólica de Ubanghi-Chari; el 30 de mayo de 1913 se erigió la prefectura apostólica de Bahrel-Ghazal y al mismo tiempo asumió el nombre de vicariato apostólico de Jartum; el 28 de abril de 1914 cedió otra porción de su territorio para la erección de la prefectura apostólica de Adamaua.
Mientras que el sur de la misión experimentó grandes avances en las conversiones, en la parte norte de Sudán, donde la islamización era mayor, las conversiones fueron escasas. En 1930 había sólo unos 3000 fieles, muchos de los cuales eran católicos coptos y melquitas; había ocho estaciones misioneras atendidas por 16 misioneros, asistidos por 11 laicos y 24 religiosos.
En los años siguientes se revisaron nuevamente los límites del vicariato apostólico de Jartum: el 3 de febrero de 1932 cedió la porción de territorio de Camerún a la prefectura apostólica de Foumban; el 10 de enero de 1933 se erigió la misión sui iuris de Kodok, el 28 de abril de 1942 la prefectura apostólica de Niamey y el 9 de enero de 1947 la de Fort-Lamy, todas erigidas con porciones de territorio tomadas del vicariato apostólico de Jartum; el 16 de diciembre de 1949 Jartum perdió la parte egipcia de su territorio al vicariato apostólico de Egipto. Finalmente, lo que quedaba del vicariato apostólico de Jartum se dividió en dos el 10 de mayo de 1960 con la erección del vicariato apostólico de El Obeid.
La década de 1960 vio un aumento notable en el número de fieles, a pesar del acoso del gobierno sudanés, que decidió cerrar las escuelas católicas, incluido el famoso Comboni College de Jartum.
El 12 de diciembre de 1974 el vicariato apostólico de Jartum fue elevado al rango de arquidiócesis metropolitana con la bula Cum in Sudania del papa Pablo VI, con la que la Santa Sede instituyó la jerarquía episcopal sudanesa. La diócesis de El Obeid fue dada como única sufragánea a la nueva sede metropolitana.

## Estadísticas
Según el Anuario Pontificio 2024 la arquidiócesis tenía a fines de 2023 un total de 1 263 000 fieles bautizados.
| Año                                                                             | Población            | Población  | Población      | Sacerdotes | Sacerdotes    | Sacerdotes    | Bautizados por sacerdote | Diáconos permanentes | Religiosos | Religiosos | Parroquias |
| Año                                                                             | Bautizados católicos | Total      | % de católicos | Total      | Clero secular | Clero regular | Bautizados por sacerdote | Diáconos permanentes | Varones    | Mujeres    | Parroquias |
| ------------------------------------------------------------------------------- | -------------------- | ---------- | -------------- | ---------- | ------------- | ------------- | ------------------------ | -------------------- | ---------- | ---------- | ---------- |
| 1950                                                                            | 3300                 | 5 900 000  | 0.1            | 40         |               | 40            | 82                       |                      | 57         | 109        | 6          |
| 1969                                                                            | 15 446               | 5 007 616  | 0.3            | 45         |               | 45            | 343                      |                      | 57         | 121        | 11         |
| 1980                                                                            | 73 400               | 8 030 000  | 0.9            | 53         | 2             | 51            | 1384                     | 1                    | 62         | 131        | 15         |
| 1990                                                                            | 390 000              | 14 000     | 2.8            | 69         | 8             | 61            | 5652                     | 1                    | 79         | 155        | 22         |
| 1999                                                                            | 907 420              | 19 696 404 | 4.6            | 123        | 53            | 70            | 7377                     | 4                    | 107        | 152        | 29         |
| 2000                                                                            | 915 469              | 19 895 279 | 4.6            | 116        | 57            | 59            | 7891                     | 4                    | 86         | 136        | 29         |
| 2001                                                                            | 923 518              | 20 293 184 | 4.6            | 114        | 60            | 54            | 8101                     | 4                    | 83         | 153        | 29         |
| 2002                                                                            | 932 784              | 20 299 184 | 4.6            | 119        | 71            | 48            | 7838                     | 4                    | 81         | 150        | 28         |
| 2003                                                                            | 939 466              | 21 113 029 | 4.4            | 117        | 67            | 50            | 8029                     | 4                    | 79         | 142        | 28         |
| 2004                                                                            | 944 376              | 21 205 500 | 4.5            | 119        | 77            | 42            | 7935                     | 4                    | 64         | 144        | 28         |
| 2006                                                                            | 954 660              | 22 062 201 | 4.3            | 114        | 68            | 46            | 8374                     | 4                    | 76         | 152        | 28         |
| 2012                                                                            | 983 098              | 25 946 220 | 3.8            | 84         | 47            | 37            | 11 703                   | 2                    | 54         | 137        | 27         |
| 2013                                                                            | 983 098              | 25 946 220 | 3.8            | 79         | 42            | 37            | 12 444                   | 4                    | 52         | 113        | 27         |
| 2016                                                                            | 1 037 000            | 27 297 000 | 3.8            | 77         | 43            | 34            | 13 467                   | 3                    | 45         | 101        | 27         |
| 2019                                                                            | 1 136 200            | 29 921 000 | 3.8            | 78         | 47            | 31            | 14 566                   | 4                    | 38         | 85         | 27         |
| 2021                                                                            | 1 198 400            | 31 568 450 | 3.8            | 78         | 47            | 31            | 15 364                   | 4                    | 38         | 85         | 27         |
| 2023                                                                            | 1 263 000            | 33 264 000 | 3.8            | 79         | 48            | 31            | 15 987                   | 4                    | 38         | 85         | 27         |
| Fuente: Catholic-Hierarchy, que a su vez toma los datos del Anuario Pontificio. |                      |            |                |            |               |               |                          |                      |            |            |            |

## Episcopologio

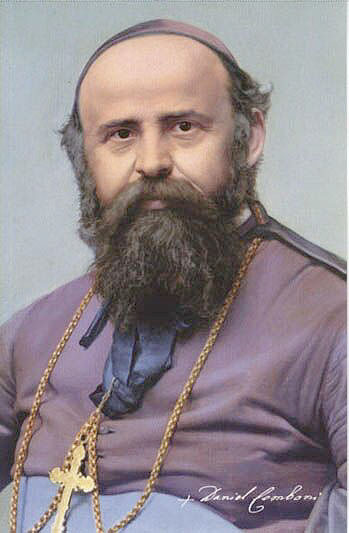
Daniele Comboni

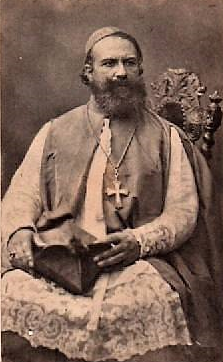
Annetto Casolani, primer vicario apostólico

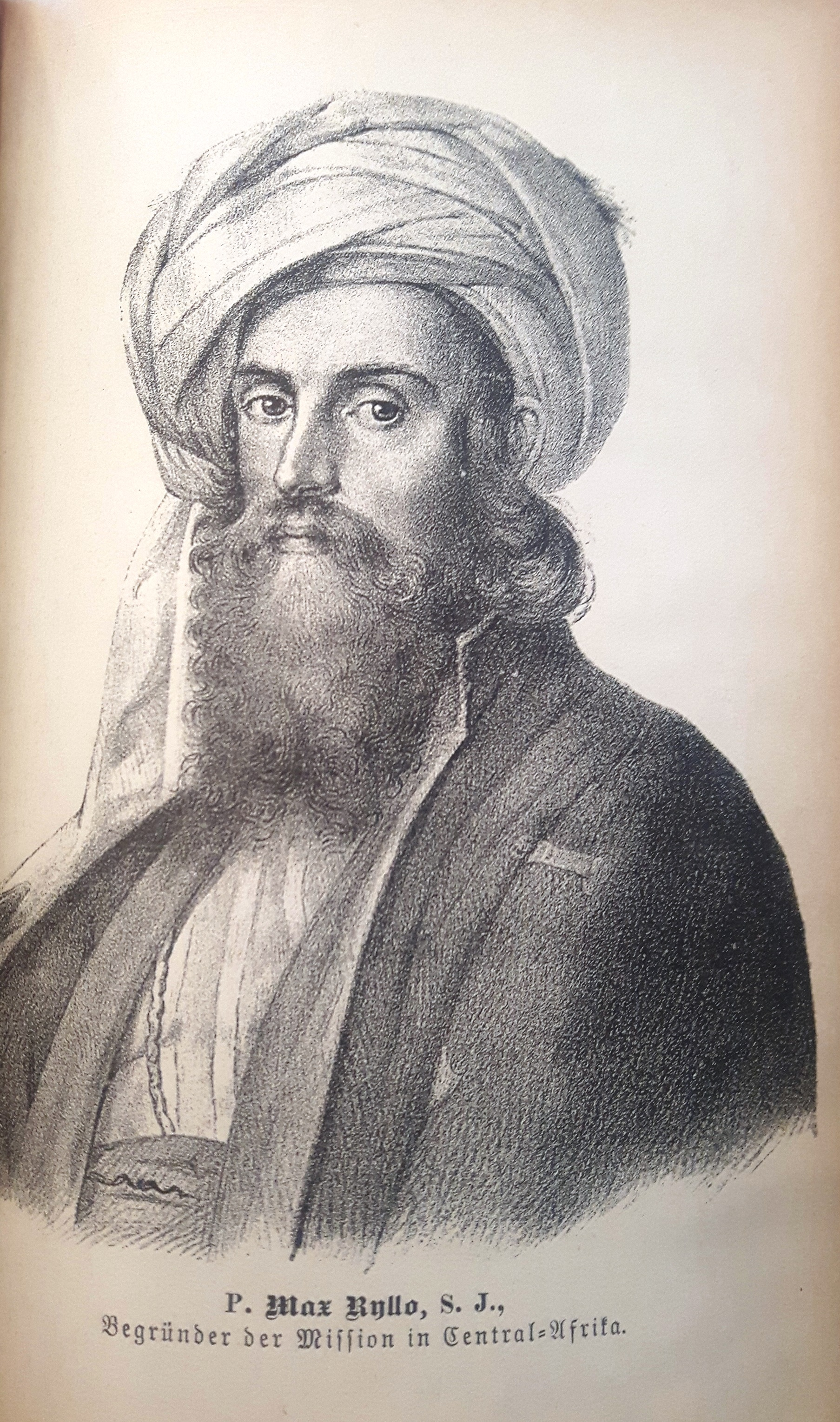
Maksymilian Ryłło, primer provicario

- Annetto Casolani † (3 de abril de 1846-2 de mayo de 1847 renunció)
  - Sede vacante (1847-1877)
- San Daniele Comboni, M.C.C.I. † (31 de julio de 1877[nota 3] -10 de octubre de 1881 falleció)
- Francesco Sogaro, M.C.C.I. † (4 de octubre de 1882-10 de junio de 1894 renunció[nota 4])
- Antonio Maria Roveggio, M.C.C.I. † (8 de febrero de 1895-2 de mayo de 1902 falleció)
- Franz Xavier Geyer, M.C.C.I. † (6 de agosto de 1903-mayo de 1922 renunció)
  - Sede vacante (1922-1924)
- Paolo Tranquillo Silvestri, M.C.C.I. † (29 de octubre de 1924-julio de 1930 renunció)
- Francesco Saverio Bini, M.C.C.I. † (20 de noviembre de 1930-11 de mayo de 1953 falleció)
- Agostino Baroni, M.C.C.I. † (29 de junio de 1953-10 de octubre de 1981 retirado)
- Gabriel Zubeir Wako (10 de octubre de 1981 por sucesión-10 de diciembre de 2016 retirado)
- Michael Didi Adgum Mangoria, por sucesión desde el 10 de diciembre de 2016